# Каталонски људски торњеви
Људски торњеви представљају специфичан каталонски културни феномен. Ова традиција води порекло с краја 18. века, из места Ваљс. У то доба су ривалске групе људи зване кољес (кат. colles) почеле да се такмиче у конструкцији различитих врста људских торњева које и данас можемо препознати.
Под слоганом „снага, равнотежа, храброст и расуђивање” торњеви на одличан начин представљају Каталонију у свету. Само гледање, а нарочито учествовање у овом догађају је страствено искуство којим се испољава самостална и колективна победа над самим собом. Људски торњеви су јединствени у свету и њихова емотивност је праћена наглашеном спектакуларношћу. Подизање сваког људског торња прати неизвесност да ли ће се извести успешно до краја или ће се срушити пре времена.
Људски торњеви се подижу у току празника, најчешће за време већих сеоских и градских прослава у Каталонији. Сваке две године се организује такмичење у Тарагони у грађењу људских торњева. То је једина прилика када се они подижу у такмичарске сврхе. Ове торњеве подижу аматери, али упркос томе, они су резултат ригорозних вежби и проба у којима учествују десетине, а често и стотине људи. Тимови се између себе такмиче у подизању торња са што већим бројем нивоа. Циљ сваке групе је да сагради највиши и најкомпликованији торањ, тако да свака група тренира и по неколико дана недељно. Торњеви могу имати и до девет или десет нивоа. Тако високи торњеви се најчешће праве у јужном делу Каталоније, у местима попут Ваљса, Тарагоне и Виљафранке. Због неизбежних падова, већина учесника је заштићена осигурањем.
Вредности које одликују ову традицију су између осталих: спектакуларност, страст, интеграција, многобројност, као и рад у групи, труд и дух самопобољшања. И после више од двеста година, људски торњеви су у доброј мери остали верни духу који су имали на самом почетку.

## Историја
Порекло прављења људских торњева везује се за крај 18. века у околини Тарагоне на североистоку Иберијског полуострва, конкретно у месту Ваљс. Средином 19. века, људски торњеви су постали популарни широм Каталоније. Крајем 19. века и почетком 20. века, овај обичај је достигао врхунац када је група из Ваљса поставила рекорд као први тим који је успео да направи торањ са осам и девет нивоа.
За време Франковог режима (1936—1975), ова традиција губи на популарности. Разлог за ово представља чињеница да су у току диктатуре осим каталонског језика били забрањени и бројни каталонски обичаји, а међу њима и људски торњеви. Након Франкове смрти, прављење људских торњева поново постаје популарно. Тада се ова традиција шири скоро на целу територију Каталоније и на друге области у којима се говори каталонски језик, као што су Балеарска острва.
Нови рекорд бива оборен 1998. године, када један од тимова на манифестацији у којој је учествовало преко 800 људи успева да направи торањ од десет нивоа.
Године 2010., људски торњеви су уврштени у Светску баштину Унеска.

## Структура људског торња
Постоје три јасно дефинисана дела једног торња:
- основа или пиња (кат. pinya);
- стабло или тронк (кат. tronc);
- врх или пом де далт (кат. pom de dalt).

Пиња је хоризонтална основа конструкције на којој почива сва акумулирана тежина и која се користи да стабилизује и ојача подигнуту структуру као и да ублажи сваки потенцијални пад. Њу чини група људи који стоје притиснути једни уз друге испреплетаних руку. Пињу може чинити и до 300 људи. Од настанка људских торњева, људима који их праве публика је помагала у изградњи пиње. Осим што публика помаже групама у изградњи торњева, оне се такође помажу међусобно. Људски торњеви су веома присутни у свести Каталонаца, па се тако израз „правити пињу” (кат. fer pinya) уврежио у значењу „радити заједно”.
Стабло је вертикална структура и састоји се од одређеног броја људи на сваком нивоу, који варира у зависности од врсте торња.
На самом врху торња су деца која се називају канаља (кат. canalla). Они заједно чине такозвани пом де далт, односно круну торња. Деца су задужена за пењање на врх због своје агилности и мобилности. Пом де далт има три нивоа: досос (кат. dosos), аишекадор (кат. aixecador) и еншанета (кат. enxaneta).
У зависности од висине торња на основу се могу додати и још две помоћне структуре. Она која се налази тачно изнад основе се назива фолре (кат. folre), а она изнад ње маниљес (кат. manilles).

## Одећа
Учесници увек носе беле панталоне, мараму (кат. mocador), и кошуљу са оковратником. Сви чланови једног тима носе кошуље исте боје. Најбитнији део одеће сваког учесника је појас (кат. faixa). Он се користи као подршка леђима, али и као потпора другим учесницима при пењању. Најмлађи учесници који се пењу на сам врх морају да носе и кациге ради заштите.

## Процес подизања торња
Торњеви се подижу пратећи врло прецизне технике. Сваки торањ има посебне законе, тако да се при изградњи сваког од њих морају узети у обзир посебни фактори.
Пиња се формира прва и њена конструкција захтева строг ред и дисциплину. Свако има унапред одређену позицију у оквиру основе. По правилу, најснажнији људи налазе се на дну, а они најагилнији и најлакши на горњим нивоима. Последња особа која се пење на читав торањ се назива еншанета, млади дечак или девојчица који након што се попне на сам врх подиже руку и поздравља публику. Ово представља врхунац догађаја, зато што се тада торањ сматра крунисаним. Након овога сви људи који чине торањ морају безбедно да се спусте.
Постоје различите методе подизања људских торњева, међу којима се између осталог може пронаћи и варијанта при којој се највиши спратови подижу први, а под њиховим теретом и они испод њих.

## Пропратне активности
У току подизања торња се чују различите мелодије у зависности од тога у којој фази је израда торња. Мали добош — тимбал (кат. timbal) и традиционални каталонски дувачки инструмент — граља (кат. gralla) су стандардни музички пратиоци при подизању сваког торња, и представљају једнако узбудљиву компоненту читавог догађаја, као и само подизање торња.
Подизање торња се традиционално одиграва недељом у подне на општинском тргу, и представља један од главних догађаја у току празника. Обично се састају три различите групе које подижу три различита торња.
Данас се људски торњеви могу видети различитим данима у току године, иако ударна сезона прављења торњева почиње у јуну, а завршава се средином новембра.

## Измене у структури учесника
Групе зване кољес су традиционално биле сачињене искључиво од мушкараца и одговарале су чврстим друштвеним обрасцима. У данашње време ове групе верно осликавају друштвену и културну стварност места у којима се налазе. Укључивање жена у ову активност био је један од пресудних фактора за достизање високог нивоа који изградња људских торњева данас има.
Расподела полова и година учесника једнако је заступљена. Одрасли и деца заједно учествују у пробама и наступима, а свако има прецизно одређену улогу. Људи различитог друштвеног статуса и порекла мешају се како би постигли заједнички циљ — подизање што лепшег и сложенијег торња.

## Достигнућа људских торњева данас
Иако овај обичај још увек негује своје везе са традицијом, то не значи да се није прилагодио новим временима. То објашњава виталност коју торњеви и данас имају. Због овога су рађена многа научна истраживања у вези са њима. Један од резултата тих истраживања представља управо увођење кациге коју користе најмлађи.
Људски торњеви су данас веома заступљени у медијима, захваљујући недељним телевизијским и радијским емисијама, свакодневном присуству у дневним новинама и томе што постоји специјализован часопис који се бави том тематиком. Људски торњеви такође користе интернет у своју корист ради самопромоције.
Данас има преко 7.000 људи који се баве грађењем људских торњева; окупљени су у око 54 групе које сваке године подижу више од 16.000 торњева. Године 2007. спроведено је истраживање које је показало да 98% каталонске популације зна за овај обичај, док га више од 96% цени позитивно, као и да су га два од три Каталонца гледала уживо. Каталонско друштво торњеве сматра најблиставијим изразом своје популарне и традиционалне културе. Због тога је 17. априла 2008. године Каталонски парламент једногласно и свечано усвојио кандидатуру торњева за листу нематеријалног културног добра Унеска.